# Barbital
Veronal (o Medinal, barbital, barbitone, barbiturato dietílico, dietilmalonilurea) es el nombre comercial del primer sedativo y somnífero del grupo de los barbitúricos que hubo disponible. Fue introducido en el mercado a principios del siglo XX. Sus descubridores fueron el Premio Nobel Emil Fischer y el médico Josef von Mering, en 1902. Según una anécdota el nombre se debe a que von Mering tomó una dosis del medicamento en un tren y despertó al llegar a la ciudad de Verona (Italia). Otro significado del nombre se le atribuye a la obra Romeo y Julieta de William Shakespeare, en la cual Julieta toma una sustancia somnífera para simular la muerte. Uno de los descubridores del fármaco, en honor a este suceso, le puso el nombre de Veronal, para recordar a la ciudad de los amantes de Verona.
El veronal tiene propiedades hipnóticas. Su elevada semivida en el cuerpo es más de 100 h. Como consecuencia ralentiza casi todas las funciones corporales durante varios días.

Su síntesis.

Veronal de Bayer en tubos de vidrio con tapones de corcho - 10 tabletas probablemente alrededor de 1940

Su uso prolongado produce drogodependencia. Una sobredosis provoca fácilmente la muerte. Debido a estos efectos secundarios fue sustituido a partir de los años 1960 por otros principios activos como las benzodiazepinas. Actualmente no se encuentra en el mercado.
La fórmula química del veronal es C8H12N2O3. Se trata de un sólido incoloro de sabor amargo.